# جامعة تينيسي
جامعة تينيسي، تأسست في العام 1794 وتقع في شرق تينيسي، وتعتبر جامعة عامة حيث تقدم البرامج الدراسية المختلفة عبر كلياتها: العلوم الزراعية والموارد الطبيعية، التصميم والهندسة المعمارية، الآداب والعلوم، إدارة الأعمال، الاتصالات والمعلومات، التعليم، الصحة، العلوم الإنسانية، الهندسة، الدراسات العليا، الحقوق، التمريض، العمل الاجتماعي، معهد الفضاء، الطب البيطري.
بعض أشهر البرامج الدراسية التي تقدمها الجامعة: إدارة الموارد المساعدة، الطباعة، الدراسات العليا، التدريب العملى في مجال الحقوق، ماجستير إدارة الأعمال، الهندسة النووية.

## خريجون بارزون
- مارغريت سكوبي: سفيرة أمريكية سابقة لدى كل من سوريا ومصر. درست التاريخ في جامعة تينيسي حتى درجة الماجستير.